# Mire Aware Jama
Mire Aware Jama, né en 1930, est un colonel, homme politique et dirigeant sportif somalien.

## Carrière
Mire Aware Jama est diplômé en sciences politiques en 1976. Il est nommé président du Comité olympique somalien en 1980.
Colonel des Forces armées somaliennes, il est ministre de la Jeunesse et des Sports de 1980 à février 1985, puis ministre du Travail et des Sports jusqu'en décembre 1987 et de nouveau ministre de la Jeunesse et des Sports de décembre 1987 à 1989.